# Kress (Familienname)
Kress oder Kreß ist der Familienname folgender Personen:

## Namensträger

### A
- Adolf Kreß (1925–1996), deutscher Jurist und politischer Beamter
- Andreas Kreß (* 1986), deutscher Rollstuhlbasketballer
- Annetrudi Kress (1935–2023), Schweizer Biomedizinerin
- Anton Kreß (1899–1957), deutscher Fußballspieler
- August Kreß (1862/1863–1930), deutscher Musiker und Chorleiter

### B
- Beatrix Kreß (* 1974), deutsche Kulturwissenschaftlerin
- Brigitta Kreß (* 1952), deutsche Sozialwissenschaftlerin
- Bruno Kress (1907–1997), deutscher Philologe, Hochschullehrer und Übersetzer

### C
- Carl Kress (1907–1965), US-amerikanischer Jazz-Gitarrist
- Carl Kress (Filmeditor) (* 1937), US-amerikanischer Filmeditor
- Christian Kreß (um 1632–1714), kursächsischer Beamter
- Christian Kreß (Schauspieler) (1971–2016), deutscher Schauspieler
- Christoph Kreß von Kressenstein (1484–1535), ein deutscher Bürgermeister und Politiker
- Clara Kress (1899–1971), deutsche Kunsthandwerkerin und Künstlerin
- Claus Kreß (* 1966), deutscher Rechtswissenschaftler und Hochschullehrer

### D
- Dorothea Kreß (1924–2018), deutsche Leichtathletin

### E
- Emil Kreß (1860–1922), deutscher Jurist und Richter
- Eric Kress (* 1962), dänischer Kameramann
- Ernst Kreß (* um 1950), deutscher Diplomat

### F
- Friedrich Kress (Orgelbauer) (Friedrich Krebs; ?–1493), deutscher Orgelbauer
- Friedrich Kreß von Kressenstein (Diplomat) (1776–1855), österreichischer Diplomat
- Friedrich Kreß von Kressenstein (General der Infanterie) (1855–1920), deutscher General der Infanterie
- Friedrich Kreß von Kressenstein (General der Artillerie) (1870–1948), deutscher General der Artillerie
- Fritz Kreß (Zimmerer) (Fritz Kress; 1884–1962), deutscher Zimmerer, Unternehmer und Autor
- Fritz Kreß (Politiker) (1896–1960), deutscher Politiker (SPD)
- Fritz Kress (Fußballspieler) (* 1956), deutscher Fußballspieler

### G
- Georg Kreß (Autor) (* 1965), deutscher Kinderbuchautor
- Georg Adam Kreß (1744–1788), deutscher Lehrer und Komponist
- Georg Ludwig von Kreß (Georg Ludwig Kreß von Kressenstein; 1797–1877), deutscher Maler, Kupferstecher und Galvanoplastiker
- Georg Philipp Kress (1719–1779), deutscher Komponist und Violinist
- Gerhard Kress (1894–1936), deutsch-estnischer Politiker, Mitglied des Riigikogu
- Gottfried Mayer-Kress (1954–2009), deutscher Mathematiker
- Gunther Kress  (1940–2019), deutscher Linguist und Semiotiker
- Günther Kress (1929–2023), deutscher Medienjournalist

### H
- Hanns-Wolfgang Kress (?–2006), deutscher Genealoge
- Hans Kress (?–1495), deutscher Kaufmann und Ratsherr
- Hans Kress von Kressenstein (1902–1973), deutscher Mediziner und Mitbegründer der Freien Universität Berlin
- Harold F. Kress (1913–1999), US-amerikanischer Filmeditor
- Hartmut Kreß (* 1954), deutscher evangelischer Theologe
- Heinrich Kreß (1902–1985), deutscher Politiker (CDU)
- Heinz Kress (1913–1996), deutscher Agrarwissenschaftler und Hochschullehrer
- Helene Kreß (1911–1988), deutsche Tischtennisspielerin
- Helga Kress (* 1939), isländische Philologin und Hochschullehrerin
- Hermann Kress (1894–1954), deutscher Bildhauer, Radierer und Zeichner
- Hermann Kreß (1895–1943), deutscher Generalleutnant im Zweiten Weltkrieg

### I
- Ignatz Karl Kress (1806–1886), deutscher Wundarzt, Botaniker und Zoologe in Ebrach (Steigerwald)

### J
- Jan Kress (* 1980), deutscher Schauspieler, Tänzer und Performer
- Johann Albrecht Kreß (1644–1684), deutscher Komponist und Kapellmeister
- Johann Jakob Kress (1685–1728), deutscher Komponist, Violinist und Konzertmeister
- Johann Paul Kress (1677–1741), deutscher Jurist und Hochschullehrer
- Josef von Kress (1817–1881), böhmisch-österreichischer Eisenbahntechniker

### K
- Karl Kress (Architekt) (1857–1951), Schweizer Architekt
- Karl Kress (Politiker) (* 1945), deutscher Politiker (CDU)
- Karl-Heinz Kress (Karl-Heinz Kreß; 1928–1979), deutscher Maler
- Katharina Kress (* 1979), deutsche Drehbuchautorin

### M
- Manfred Kreß (1937–2008), deutscher Fußballspieler
- Matthias Kress (* 1969), deutscher Schauspieler
- Michael Kreß (1843–1929), deutscher Dichter
- Michael Kress (* 1964), deutscher Konzeptkünstler
- Mike Kress (* 1968), US-amerikanischer Basketballtrainer

### N
- Nancy Kress (* 1948), US-amerikanische Schriftstellerin
- Nathan Kress (* 1992), US-amerikanischer Schauspieler und Synchronsprecher

### O
- Otto Kreß von Kressenstein (1850–1929), deutscher Generaloberst und Politiker
- Otto Erich Kress (1926–2015), deutscher Publizist, Filmregisseur und Produzent (Tellux-Film)

### P
- Paul Kreß (1635–1694), deutscher Gambist
- Peter Kreß (1826–1887), deutscher Politiker und Bürgermeister

### R
- Rainer Kreß (Mathematiker) (* 1941), deutscher Mathematiker
- Rainer Kress (Maler) (* 1971), deutscher Maler
- Regine Kress-Fricke (* 1943), deutsche Autorin
- Richard Kreß (1925–1996), deutscher Fußballspieler
- Rudolf Kress (1890–?), deutscher Philosoph und Lehrer

### S
- Samuel H. Kress (1863–1955), US-amerikanischer Unternehmer, Kunstsammler und Mäzen

### T
- Tom Kreß (* 1967), deutscher Schauspieler

### V
- Volker Kreß (* 1939), deutscher Theologe

### W
- Walter Kreß (1892–1963), württembergischer Landrat
- Walter John Kress (* 1951), US-amerikanischer Botaniker
- Wiktor Melchiorowitsch Kress (* 1948), russischer Politiker
- Wilhelm Kress (1836–1913), österreichischer Flugzeugkonstrukteur
- Willibald Kreß (1906–1989), deutscher Fußballspieler
- Wolfgang Kress (* 1956/1957), deutscher Historiker und Journalist